# Disphragis subalbida
Disphragis subalbida är en fjärilsart som beskrevs av William Schaus 1906. Disphragis subalbida ingår i släktet Disphragis och familjen tandspinnare. Inga underarter finns listade i Catalogue of Life.